# Tipula (Acutipula) quadrifulva
Tipula (Acutipula) quadrifulva is een tweevleugelige uit de familie langpootmuggen (Tipulidae). De soort komt voor in het Oriëntaals gebied.